# Stara Iahilnîțea, Ciortkiv
Stara Iahilnîțea (în ucraineană Стара Ягільниця) este localitatea de reședință a comunei Stara Iahilnîțea din raionul Ciortkiv, regiunea Ternopil, Ucraina.

## Demografie
Componența lingvistică a localității Stara Iahilnîțea
     Ucraineană (99,41%)
     Alte limbi (0,59%)
Conform recensământului din 2001, majoritatea populației localității Stara Iahilnîțea era vorbitoare de ucraineană (99,41%), existând în minoritate și vorbitori de alte limbi.